# Lethe flavofasciata
Lethe flavofasciata är en fjärilsart som beskrevs av John Henry Leech 1892/94. Lethe flavofasciata ingår i släktet Lethe och familjen praktfjärilar. Inga underarter finns listade i Catalogue of Life.